# Connellsville, Pennsylvania
Connellsville là một thành phố thuộc quận Fayette, tiểu bang Pennsylvania, Hoa Kỳ. Năm 2010, dân số của thành phố này là 7637 người.